# کلینتن مارش
 کلینتن مارش (انگلیسی: Clinton Marsh؛ زاده ۱۹ ژانویهٔ ۱۹۷۲) یک تنیس‌باز اهل آفریقای جنوبی است.